# Giesensdorf
Giesensdorf er en kommune i det nordlige Tyskland, beliggende i Amt Lauenburgische Seen under Kreis Herzogtum Lauenburg. Kreis Herzogtum Lauenburg ligger i delstaten Slesvig-Holsten.

## Geografi
Giesensdorf ligger ca. 4 kilometer sydvest for Ratzeburg og godt 6 kilometer nord for Mölln.